# Класиране по медали от Летните олимпийски игри 1980
Класирането по медали от Летните олимпийски игри 1980 в Москва показва броя на победите на националните Олимпийски комитети по време на олимпийските състезания. Организаторите раздават 204 комплекта медали, толкова колкото е броят на състезанията, за които се борят 5179 спортисти от 80 страни в периода от 19 юли до 3 август 1980 г. в общо 21 спорта.
Атлети от общо 36 нации успяват да спечелят поне един медал, оставяйки други 44 без отличие. СССР печели най-много медали (195), спечелвайки с убедителна преднина спрямо всички останали нации най-много златни (80), сребърни (69) и бронзови (46) отличия на тази Олимпиада.
Това е най-успешната Олимпиада за България. Българският олимпийски отбор успява да спечели 41 медала, което е най-голямото ни постижение на Олимпийски игри изобщо. В общото класиране по медали България се класира на престижното трето място задмината само от отборите на Източна Германия и Съветския съюз, които водят пред всички останали участниси със смазваща преднина. Само в Сеул 1988 България печели повече златни медали 10 спрямо 8 от Москва.
В знак на протест спрямо военните действия на СССР в Афганистан 15 от страните участнички дефилират с Олимпийското знаме вместо с националния си флаг. Олимпийското знаме и Олимпийският химн са използвани всеки път по време на награждаването на всяка една от следните 15 държави: Австралия, Андора, Белгия, Великобритания, Дания, Ирландия, Испания, Италия, Люксембург, Португалия, Пуерто Рико, Сан Марино, Франция, Холандия и Швейцария.

## Бойкот
Поради нахлуването на съветските войски в Афганистан в края на 1979 г. 61 страни обявяват бойкот на олимпиадата в Москва. Начело на този бойкот са Съединените американски щати. Не всички държави отказали участие на летните олимпийски игри 1980 вземат участие в американския бойкот, а посочват различни политически и финансови причини.
Страните отказали участие в Москва 1980 са:
| - Албания - Антигуа и Барбуда - Американски Вирджински острови - Аржентина - Бахамски острови - Бангладеш - Бахрейн - Барбадос - Белиз - Бермудски острови - Боливия - Габон - Гамбия - Гана - Египет - Заир - Израел - Индонезия - Кайманови острови - Канада |  | - Кения - Китай - Кот д'Ивоар - Либерия - Лихтенщайн - Малави - Малайзия - Мавритания - Мароко - Монако - Нигер - Норвегия - Обединени арабски емирства - Пакистан - Панама - Папуа Нова Гвинея - Парагвай - Салвадор - Саудитска Арабия - Есватини |  | - Сингапур - Сомалия - Судан - САЩ - Тайланд - Того - Тунис - Турция - Уругвай - ФРГ - Фиджи - Филипини - Хаити - Нидерландски Антили - Хондурас - Хонконг - Централноафриканска република - Чад - Чили - Южна Корея - Япония |

## Класиране
| Класиране по медали |                |       |        |       |      |
| No                  | Държава        | злато | сребро | бронз | общо |
| 1.                  | СССР           | 80    | 69     | 46    | 195  |
| 2.                  | ГДР            | 47    | 37     | 42    | 126  |
| 3.                  | България       | 8     | 16     | 17    | 41   |
| 4.                  | Куба           | 8     | 7      | 5     | 20   |
| 5.                  | Италия         | 8     | 3      | 4     | 15   |
| 6.                  | Унгария        | 7     | 10     | 15    | 32   |
| 7.                  | Румъния        | 6     | 6      | 13    | 25   |
| 8.                  | Франция        | 6     | 5      | 3     | 14   |
| 9.                  | Великобритания | 5     | 7      | 9     | 21   |
| 10.                 | Полша          | 3     | 14     | 15    | 32   |
| 11.                 | Швеция         | 3     | 3      | 6     | 12   |
| 12.                 | Финландия      | 3     | 1      | 4     | 8    |
| 13.                 | Чехословакия   | 2     | 3      | 9     | 14   |
| 14.                 | Югославия      | 2     | 3      | 4     | 9    |
| 15.                 | Австралия      | 2     | 2      | 5     | 9    |
| 16.                 | Дания          | 2     | 1      | 2     | 5    |
| 17.                 | Бразилия       | 2     | 0      | 2     | 4    |
| -.                  | Етиопия        | 2     | 0      | 2     | 4    |
| 19.                 | Швейцария      | 2     | 0      | 0     | 2    |
| 20.                 | Испания        | 1     | 3      | 2     | 6    |
| 21.                 | Австрия        | 1     | 2      | 1     | 4    |
| 22.                 | Гърция         | 1     | 0      | 2     | 3    |
| 23.                 | Белгия         | 1     | 0      | 0     | 1    |
| -.                  | Индия          | 1     | 0      | 0     | 1    |
| -.                  | Зимбабве       | 1     | 0      | 0     | 1    |
| 26.                 | Северна Корея  | 0     | 3      | 2     | 5    |
| 27.                 | Монголия       | 0     | 2      | 2     | 4    |
| 28.                 | Танзания       | 0     | 2      | 0     | 2    |
| 29.                 | Мексико        | 0     | 1      | 3     | 4    |
| 30.                 | Нидерландия    | 0     | 1      | 2     | 3    |
| 31.                 | Ирландия       | 0     | 1      | 1     | 2    |
| 32.                 | Уганда         | 0     | 1      | 0     | 1    |
| -.                  | Венецуела      | 0     | 1      | 0     | 1    |
| 34.                 | Венецуела      | 0     | 0      | 3     | 3    |
| 35.                 | Гвиана         | 0     | 0      | 1     | 1    |
| -.                  | Ливан          | 0     | 0      | 1     | 1    |
|                     | Общо           | 204   | 204    | 223   | 631  |

## Българските медали
Злато
- Стоян Делчев (спортна гимнастика) – висилка
- Любомир Любенов (кану-каяк) – 1000 m. кану
- Петър Лесов (бокс) – кат. до 51 kg.
- Янко Русев (вдигане на тежести) – кат. до 67,5 kg.
- Асен Златев (вдигане на тежести) – кат. до 75 kg.
- Валентин Райчев (борба) – свободен стил кат. до 74 kg.
- Исмаил Абилов (борба) – свободен стил кат. до 82 kg.
- Георги Райков (борба) – класически стил кат. до 100 kg.

 Сребро
- Диана Дилова, Красимира Богданова, Надка Голчева, Пенка Методиева, Пенка Стоянова, Петкана Макавеева, Силвия Германова, Снежана Михайлова, Ангелина Михайлова, Ваня Дерменджиева, Евладия Славчева, Костадинка Радкова – баскетбол жени
- Димитър Златанов, Димитър Димитров, Емил Вълчев, Йордан Ангелов, Каспар Симеонов, Митко Тодоров, Петко Петков, Стефан Димитров, Стоян Гунчев, Христо Илиев, Христо Стоянов, Цано Цанов – волейбол мъже
- Георги Гаджев, Петър Мандаджиев, Светослав Иванов (конен спорт) – обездка отборно
- Александър Томов (борба) – класически стил над 100 kg.
- Михо Дуков (борба) – свободен стил до 62 kg.
- Иван Маринов (борба) – свободен стил до 68 kg.
- Стефан Димитров (вдигане на тежести) – кат. до 60 kg.
- Благой Благоев (вдигане на тежести) – кат. до 82,5 kg.
- Румен Александров (вдигане на тежести) – кат. до 90 kg.
- Валентин Христов (вдигане на тежести) – кат. до 110 kg.
- Димитър Запрянов (джудо) – кат. над 110 kg.
- Любомир Любенов (кану-каяк) – кану 500 m.
- Ваня Гешева (кану-каяк) – каяк 500 m.
- Мария Вергова-Петкова (лека атлетика) – диск
- Гинка Гюрова, Искра Велинова, Марийка Модева, Рита Тодорова, Надя Филипова – рулеви (гребане) – четворка скул
- Славчо Червенков (борба) – свободен стил над 100 kg.

 Бронз
- Анка Узунова, Валентина Харалампиева, Верка Стоянова, Галина Станчева, Маргарита Герасимова, Мая Стоева, Росица Димитрова, Румяна Каишева, Силвия Петрунова, Таня Гогова, Таня Димитрова, Цветана Божурина – волейбол жени
- Анка Бакова, Долорес Накова, Мариана Сербезова, Румеляна Бончева, Анка Ефтимова – рулеви (гребане) – четворка скул
- Минчо Николов, Богдан Добрев, Иво Русев, Любомир Петров (гребане) – четворка скул
- Божидар Миленков, Иван Манев, Лазар Христов, Борислав Борисов (кану-каяк) – четворка каяк
- Ивайло Маринов (бокс) – кат. до 48 kg.
- Младен Младенов (борба) – класически стил до 52 kg.
- Павел Павлов (борба) – класически стил до 82 kg.
- Нермедин Селимов (борба) – свободен стил до 52 kg.
- Стоян Делчев (спортна гимнастика) – многобой
- Сийка Келбечева и Стоянка Груйчева (гребане) – двойка скул без ролеви
- Илиян Недков (джудо) – кат. до 65 kg.
- Минчо Пашов (вдигане на тежести) – кат. до 67,5 kg.
- Неделчо Колев (вдигане на тежести) – кат. до 75 kg.
- Борислав Ананиев и Николай Илков (кану-каяк) – двойка кану до 500 m.
- Петър Петров (лека атлетика) – 100 m.
- Любчо Дяков (спортна стрелба) – 50 m пистолет
- Петър Запрянов (спортна стрелба) – 50 m пушка легнал